# Querença, Tôr e Benafim
Querença, Tôr e Benafim (llamada oficialmente União de Freguesias de Querença, Tôr e Benafim) es una freguesia portuguesa del municipio de Loulé, distrito de Faro.

## Historia
La freguesia fue creada con el nombre de União das Freguesias de Querença, Tôr e Benafim el 28 de enero de 2013 en aplicación de una resolución de la Asamblea de la República de Portugal promulgada el 16 de enero de 2013 con la unión de las freguesias de Benafim, Querença y Tôr, pasando a estar situada su sede en la antigua freguesia de Querença. Esta denominación se mantuvo hasta el 28 de marzo de 2013 que pasó a llamarse con su actual nombre en aplicación de la Declaración de Rectificación n.º 19/2013 que corregía su denominación.

## Demografía
| Gráfica de evolución demográfica de Querença, Tôr e Benafim entre 2011 y 2021 |
|                                                                               |
| Datos según el nomenclátor publicado por el INE portugués.                    |